# Vlad-Ioan Șendroiu
Vlad-Ioan Șendroiu (n.  ?) este un deputat român, ales în 2024 din partea USR. 